# Kyushu K11W
Le Kyushu K11W Shiragiku (Chrysanthème blanc) est un avion militaire de la Seconde Guerre mondiale construit au Japon. Conçu comme avion d'entraînement pour les équipages de la Marine impériale japonaise, en remplacement du Mitsubishi K3M, il fut conçu à la fin de 1940, entra en service au cours de l'été 1943 et demeura en production jusqu'en août 1945. Le nombre d'exemplaires construits s'éleva à 798.